# نشانگان پاژه اسکروتر
نشانگان پاژه اسکروتر نوعی خاص از ترومبوز وریدی است که به شکلی نادر در اندام فوقانی بروز می‌کند. این بیماری معمولاً در افراد جوان به خصوص در دست غالب بروز می‌کند. این بیماری بیشتر در ورید ساب‌کلاوین یا ورید آگزیلاری رخ می‌دهد.

## علت نام‌گذاری
اولین بار شخصی به نام جیمز پاژت شرایطی را توضیح داد که در آن ترومبوز در اندام فوقانی باعث ایجد علائمی مانند تورم و درد می‌شود. پس از آن لئوپولد اسکروتر نشانگان ترومبوز وریدی در ورید آگزیلاری و ورید ساب‌کلاوین را به آن ترومبوز ربط داد.

## علائم و نشانه‌ها
این وضعیت نسبتاً نادر است. این بیماری بیشتر در مردان جوان اتفاق می‌افتد که از نظر ظاهری سالم به نظر می‌رسند. این نشانگان در سال ۱۹۶۰ به عنوان ترومبوز ناشی از تلاش شناخته می‌شد زیرا بعد از تلاش و کار شدید بروز می‌کرد، اگرچه می‌تواند به صورت خودبه‌خودی نیز بروز کند.
از علل ثانویه هم می‌توان از تلاش برای قرار دادن کاتترهای داخل عروقی نام برد. نشانگان پاژه اسکروتر اولین بار برای یک نوازنده ویالون مطرح شد که تمرین‌های خود را به شکل ناگهانی ۱۰ برابر کرد و فشار زیادی بر روی شریان براکیوسفالیک و ورید ژوگولار خارجی خود وارد کرد و باعث ایجاد ترومبوز شد.
علائمی نظیر درد، گرما، سیاه شدن، ورم ممکن است به شکل ناگهانی بروز کند. تشخیص معمولاً با سونوگرافی تأیید می‌شود. این ترومبوزها توانایی ایجاد آمبولی ریه را دارند..

## پیشگیری و درمان
درمان سنتی ترومبوز همانند درمان یک DVT اندام تحتانی است و شامل  استفاده از یک ضدانعقاد سیستمیک برای جلوگیری از آمبولی ریوی است.. عده‌ای دیگر هم استفاده از کاتتر مخصوص لیز کننده لخته را توصیه می‌کنند. همچنین اگر عوامل آناتومیکی باعث ایجاد چنین مشکلی شده باشند استفاده از درمان جراحی برای رفع نقص آناتومی توصیه شده است.